# Sint-Maartenscollege (Voorburg)
Het Sint-Maartenscollege is een brede scholengemeenschap voor voortgezet onderwijs (vmbo-t, havo, atheneum, gymnasium en tvwo) in Voorburg in de Nederlandse provincie Zuid-Holland. Het Sint-Maartenscollege is een katholieke school, die openstaat voor leerlingen van andere geloofsrichtingen en levensbeschouwingen. De school is genoemd naar de heilige Martinus van Tours, meestal Sint-Maarten genoemd. De scholengemeenschap is gevestigd aan de Aart van der Leeuwkade 14 in de wijk Voorburg Midden.

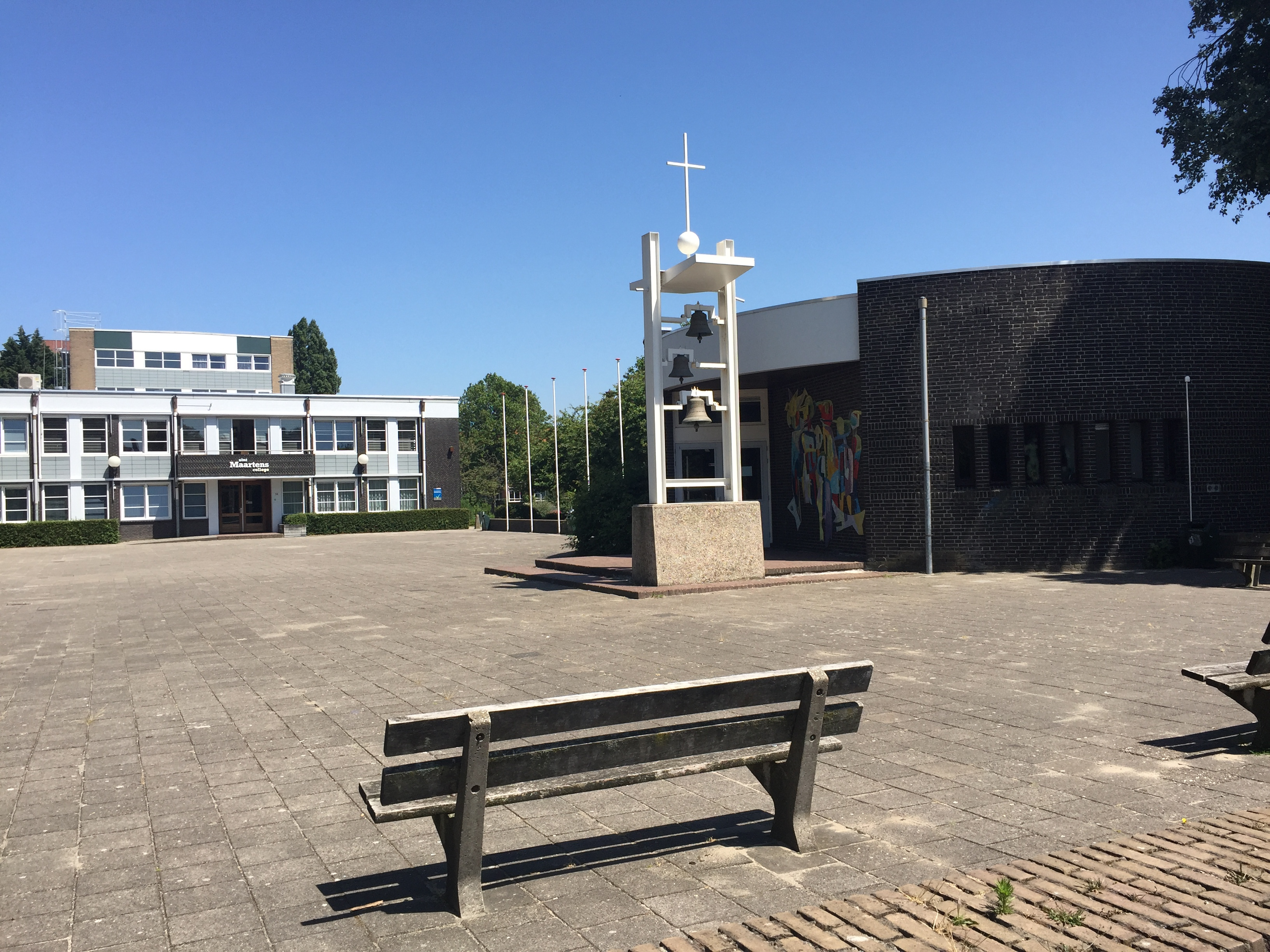
Sint Maartenscollege, achterzijde en kapel

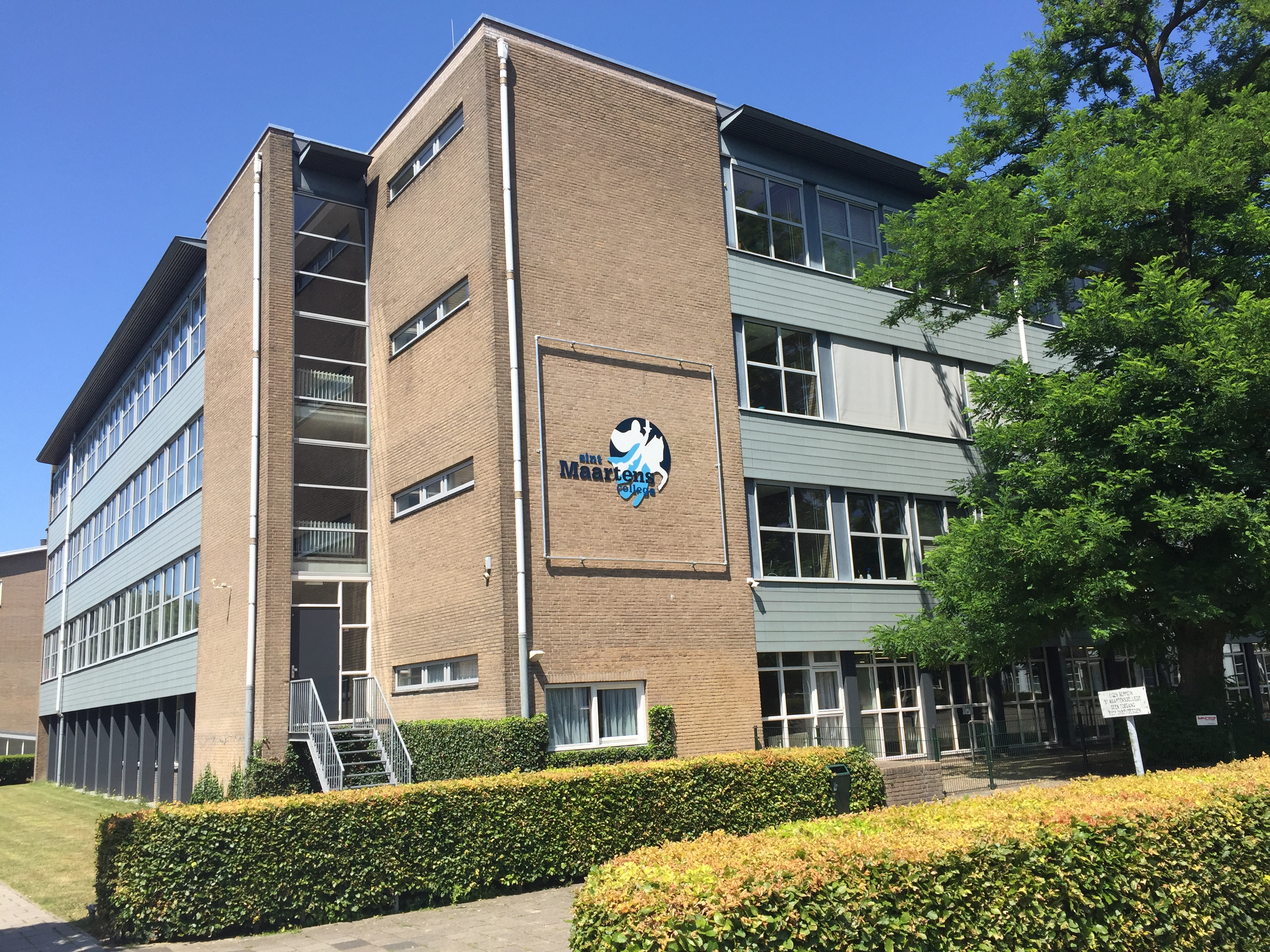
Sint Maartenscollege, achterzijde

## Geschiedenis
In 1954 beveelt het Katholiek Kerkelijk Sociaal Instituut KASKI aan om een katholieke middelbare school te stichten in Voorburg. Op 26 augustus richten enkele notabelen het St. Maartenscomité op ter bevordering van het RK Voorbereidend Hoger en Middelbaar Onderwijs in Voorburg en omgeving. Aan de katholieke gemeenschap in Voorburg wordt vijftig gulden per gezin gevraagd voor de stichting van de school en instandhouding van een kapel bij de school en andere uitgaven die niet voor subsidie in aanmerking komen.
Het Sint-Maartenslyceum start op op 6 september 1955 met 115 leerlingen (33 meisjes en 82 jongens) in vier klassen voor de opleiding van gymnasium en hbs, tijdelijk in het gebouw van de nieuwe technische school aan de Van Tuyll van Serooskerkenstraat in Voorburg.
In 1957 verhuist de school naar tijdelijke locaties in oude gebouwen van de bioscoop Forum in de Herenstraat 6 en het gebouw van de Mariakleuterschool aan het Oosteinde 77 tot het noodgebouw aan de Guido Gezellestraat 2 gereed is.
Op 26 januari 1957 is de inzegening van het noodgebouw aan de Guido Gezellestraat en een naastgelegen tijdelijke houten kapel.
In 1960 start het Sint-Maartenslyceum met een afdeling Middelbare school voor Meisjes (mms).
In april 1966 is het permanente gebouw aan de Aart van der Leeuwkade 14, op een voormalig ijsclubterrein, gereed.
Als gevolg van de invoering van de mammoetwet wordt de al bestaande Sint Martinus-mavo in 1968 onderdeel van wat nu het Sint-Maartenscollege gaat heten, de scholengemeenschap voor mavo, havo en vwo. De mavo blijft tot 1976 op de oude locaties gehuisvest; in dat jaar worden er noodlokalen geplaatst waarmee de mavo nu ook verhuist naar de hoofdlocatie aan de Aart van de Leeuwkade.
In 1990 wordt de Sint Maartenshal met twee ruime gymzalen gebouwd.
In 2002 wordt een nieuwe vleugel gebouwd voor groepen in de tweede fase. De leerlingen van de onderbouw ontvangen het onderwijs voor de basisvorming in het oude gebouw.
Op 19 september 2015 viert de school het 60-jarig bestaan. Op het schoolplein wordt een uitbreiding van de fietsenstalling gerealiseerd.

## Bekende oud-leerlingen
- Ewout Genemans, televisieproducent, presentator, zanger en acteur
- Ad van der Helm, rooms-katholiek priester en kerkjurist
- Joost van der Mee, rooms-katholiek priester[1]
- Ton Vermeulen, schrijver en historicus
- Jamie Westland, drummer van DI-RECT
- Ilja Leonard Pfeijffer, dichter, classicus en schrijver
- Mark Visser, presentator NOS Journaal
- Peter Smits, acteur
- Bart van Wees, hoogleraar natuurkunde, winnaar Spinozapremie 2016
- Bas Bloem, hoogleraar neurologie, winnaar Stevinpremie 2022
- Thea Hilhorst, hoogleraar humanitaire hulp en wederopbouw, winnaar Spinozapremie 2022
- Pieter Hilhorst, Nederlands politicus, politicoloog en publicist. Ex-wethouder Amsterdam
- Godfried Engbersen, hoogleraar sociologie, voorzitter rijkscommissie Sociaal Minimum[2][3]
- Paul Feld, regisseur, schrijver, programmamaker[4]